# IYPT 2011
O IYPT 2011 foi a vigésima quarta edição do Torneio Internacional de Jovens Físicos (International Young Physicists' Tournament). A competição foi realizada entre os dias 22 e 31 de julho de 2011, na cidade de Teerã, Irã.
Esta edição foi disputada pela delegação de 21 países, além de dois observadores: México e Paquistão. Participaram do "Physics Fight Final" os times da Áustria, Alemanha e Coreia do Sul, sendo que o país asiático sagrou-se campeão pela segunda vez.
O Brasil retornou plenamente à competição após se ausentar em 2008 e 2009 e participar apenas como observador em 2010. Nesse recomeço, a equipe nacional ficou na 15ª posição, à frente de países veteranos como Rússia, China e Suíça.

## Cidade-sede
A escolha de Teerã como cidade-sede do IYPT 2011 fez com que pela segunda vez o torneio saísse do eixo Europa-Extremo Oriente. Antes dessa ocasião, apenas Brisbane, Austrália, havia quebrado essa hegemonia ao sediar o torneio de 2004.
Os "Physics Fights" ocorreram nas instalações da Universidade Tecnológica Amirkabir (AUT). A AUT, fundada em 1958, é uma das universidades mais prestigiadas do Irã, destacadamente na área tecnológica.

## Participação do Brasil
A equipe brasileira foi selecionada com base nos resultados do IYPT Brasil 2011, realizado de 13 a 15 de maio de São Paulo, com a organização da B8 Projetos Educacionais.
Com isso, foram selecionados os estudantes:
- Julliana dos Santos Frassei (capitã)
- Bárbara Cruvinel Santiago
- Danilo Moreira Simões
- Lucas Henrique Morais[3]
- Mateus Braga de Carvalho

A delegação foi liderada pelo representante da B8 Projetos Educacionais Victor Fujii Ando e representada no júri pelo Prof. Rawlinson Ibiapina.

## Torneio Internacional
A programação geral seguiu o padrão implementado das edições anteriores, com os Physics Fights classificatórios divididos em quatro dias e com um dia de intervalo em relação ao PF Final.
Ao término das atividades do IYPT 2011, o IOC se reuniu em Isfahan para discussão do regulamento e dos problemas do IYPT do ano seguinte. Foi aprovada a candidatura de Bad Saulgau, Alemanha, como sede do IYPT 2012.

### Programação resumida
- 22 de julho: Chegada das delegações, Reunião do IOC, Workshop do Júri.
- 23 de julho: Cerimônia de Abertura, PF#01.
- 24 de julho: PF#02, Atividade cultural.
- 25 de julho: PF#03, PF#04.
- 26 de julho: PF#05, Atividade cultural.
- 27 de julho: Passeio turístico.
- 28 de julho: PF Final, Cerimônia de Encerramento.
- 29 de julho: Partida das delegações, Reunião do IOC.
- 30 de julho: Reunião do IOC.
- 31 de julho: Partida do IOC.

## Resultado Final
A delegação da Coreia do Sul venceu o "Physics Fight Final", sendo proclamada campeã geral do IYPT 2012. Áustria e Alemanha foram as outras equipes finalistas e por isso também receberam medalhas de ouro.
Alemanha, Taiwan, Irã, Austrália e Eslováquia ficaram com medalhas de prata. Suécia, Polônia e Croácia receberam o bronze.